# Кликитат (округ)
Округ Кликитат (англ. Klickitat County) — округ штата Вашингтон, США. Население округа на 2000 год составляло 19 161 человек. Административный центр округа — город Голдендейл.

## История
Округ Кликитат основан в 1859 году.

## География
Округ занимает площадь 4848,5 км2.

## Демография
Согласно переписи населения 2000 года, в округе Кликитат проживало 19 161 человек (данные Бюро переписи населения США). Плотность населения составляла 4 человека на квадратный километр.